# Birte Englich
Birte Englich (* 24. Januar 1968 in Osnabrück; † 2. September 2019 in Köln) war eine deutsche Sozialpsychologin.

## Leben
Nach dem Studium der Psychologie in Mannheim promovierte sie 2000 an der Universität Tübingen und habilitierte sechs Jahre später an der Universität Würzburg. Seit 2006 war sie an der Universität zu Köln tätig. Dort trat sie 2009 die Professur für Angewandte Sozialpsychologie und Entscheidungsforschung an, die sie bis zu ihrem frühen Tod durch plötzliches  Herzversagen innehatte.
Birte Englich wurde 51 Jahre alt.

## Forschung
Ihre Forschung war durch die Kombination angewandter Fragestellungen, insbesondere im juristischen Kontext, mit sozial-kognitiver Grundlagenforschung gekennzeichnet.
Gemeinsam mit Thomas Mussweiler und Fritz Strack untersuchte sie die Auswirkung von Ankereffekten auf die richterliche Entscheidungsfindung. Sie konnte hierbei belegen, dass sich Richter zu stark an einer initialen Strafmaßforderung, etwa durch den Staatsanwalt, orientieren. Vor diesem Hintergrund vertrat sie die Ansicht, dass Angeklagte benachteiligt werden, wenn die Staatsanwaltschaft, und nicht die Verteidigung, mit der Forderung des Strafmaßes beginnt. Eine solche Strafprozessordnung entspräche somit nicht dem Grundsatz In dubio pro reo.

## Schriften (Auswahl)
- S. M. Schmittat, B. Englich: If you judge, investigate! Responsibility reduces confirmatory information processing in legal experts. In: Psychology, Public Policy, and Law. Band 22, 2016, S. 386–400.
- A. Glöckner, B. Englich: When relevance matters: Anchoring effects can be larger for relevant than for irrelevant anchors. In: Social Psychology. Band 46, 2015, S. 4–12.
- P. Burgmer, B. Englich: Bullseye! How power improves motor performance. In: Social Psychological and Personality Science. Band 4, 2013, S. 224–232.
- J. Fischer, P. Fischer, B. Englich, N. Aydin, D. Frey: Empower my decisions: The effects of power gestures on confirmatory information processing. In: Journal of Experimental Social Psychology. Band 47, 2011, S. 1146–1154.
- B. Englich: When knowledge matters—Differential effects of available knowledge in standard and basic anchoring tasks. In: European Journal of Social Psychology. Band 38, 2008, S. 896–904.
- B. Englich, T. Mussweiler, F. Strack: Playing dice with criminal sentences: The influence of irrelevant anchors on experts’ judicial decision making. In: Personality and Social Psychology Bulletin. Band 32, 2006, S. 188–200.
- B. Englich, T. Mussweiler, F. Strack: The last word in court – A hidden disadvantage for the defense. In: Law and Human Behavior. Band 29, 2005, S. 705–722.